# لوئیک واکان
لوئیک واکان (به فرانسوی: Loïc J. D. Wacquant)؛ (زاده ۲۶ اوت ۱۹۶۰) جامعه‌شناس فرانسوی و متخصص در جامعه‌شناسی شهری، فقر شهری، نابرابری نژادی، بدن، نظریه اجتماعی و قوم‌نگاری است.
واکان استاد جامعه‌شناسی در دانشگاه کالیفرنیا، برکلی است و با مرکز مطالعات حقوق و جامعه، برنامه مطالعات جهانی متروپولیتن، مؤسسه مطالعات دولتی و مرکز تحقیقات قوم‌نگاری همکاری دارد. او همچنین یک دستیار پژوهشی در مرکز جامعه‌شناسی و علوم سیاسی اروپا (CESSP) در پاریس و سازمان‌دهنده کافه قوم‌نگاری است.
پژوهش‌های واکان با چندین جایزه شناخته شده‌است. او در سال های ۱۹۹۰-۱۹۹۳ به عنوان عضو جوان انجمن یاران هاروارد انتخاب شد. در سال ۱۹۹۷، او بورسیه مک‌آرتور را به دست آورد. در سال ۲۰۰۶، او یک  کمک هزینه تحصیلی آلفونس فلچر پدر دریافت کرد. واکان در سال ۲۰۰۹ برنده جایزه لوئیس آلفرد کوزر بخش نظریه انجمن جامعه‌شناسی آمریکا شد.
واکان از مفهوم طبقه پایین به دلیل ویژگی نادقیق، اخلاقی و تا حدی نژادپرستانه آن انتقاد می‌کند. او از مفهوم پرکاریات در اشاره به بخش‌هایی از پرولتاریای پساصنعتی استفاده می‌کند. این بخش‌ها به دلیل تکه‌تکه‌شدن طبقه مزدبگیر و داغ ننگ (قومی یا سرزمینی) در دو سوی اقیانوس اطلس به حاشیه رانده شده‌اند. لوئیک واکان در مقاله اخلاق و دام‌های مردم‌نگاری شهری که در سال ۲۰۰۲ در مجله جامعه‌شناسی آمریکا منتشر شده است آثار سه نویسنده اصلی قوم‌نگاری شهری آمریکا را تحلیل کرده است. از نظر او، اخلاق‌گرایی تجربه‌گرا بر جامعه‌شناسی شهری آمریکا حاکم است. این مقاله واکنش‌های شدید مدافعان این رویکرد را به همراه داشته است. او یکی از بنیان‌گذاران و سردبیر مجله بین‌رشته‌ای قوم‌شناسی و همچنین یکی از همکاران نشریه لوموند دیپلماتیک است. 
واکان تنها جامعه‌شناس برجسته‌ای است که در مسابقات بوکس آماتور دستکش طلایی شیکاگو شرکت کرده‌است. مرد ۲۹ ساله ۵ فوتی ۸۱⁄۲ و با وزن ۱۳۷ پوندی فرانسوی، ملقب به "لوئی پرمشغله"، مسابقه سبک وزن در ورزشگاه سنت اندرو در سال ۱۹۹۰ در تصمیم‌گیری دچار مشکل شد و مسابقه را از دست داد. واکان در دور اول ۸ شمارش ایستاده دریافت کرد.